# جورج قرم
جورج قرم (1359- 1446 هـ / 1940- 2024 م)، وزير مالية، وخبير اقتصادي لبناني، ومفكِّر ومؤرِّخ وروائي. مختص بشؤون الشرق الأوسط ودول حوض البحر المتوسط، ومستشار لدى مؤسسات مالية ومصرفية دَولية ومحلية خاصَّة وعامَّة. وعضو المركز العربي للأبحاث ودراسة السياسات. وهو أستاذ جامعي، وتولى وزارة المالية في لبنان عام 1998 في حكومة الدكتور سليم الحص، فاعتمد برنامجًا للإصلاح المالي، ودفع متأخرات الدولة للقطاع الخاص، ونجح في إعادة التوازن إلى ميزان المدفوعات وتخفيض مستوى الفوائد، ووضع قانون الضريبة على القيمة المضافة. وُصف بأنه أحد أنقى السياسيين الذين عرفهم لبنان.

## ولادته وأسرته
ولد جورج بن جورج بن داود قرم في الإسكندرية بمصر، يوم السبت 9 جُمادى الأولى 1359هـ الموافق 15 يونيو 1940م، لأسرة تنحدر من غسطا في قضاء كسروان، في جبل لبنان. وهو حفيد رائد فن الرسم في لبنان داود قرم، الذي يُعَد أولَ رسام لبناني وعربي ذهب إلى أوربا لدراسة فنِّ الرسم الحديث، فقد درسه واشتَهَر به في روما، ودُعي لإنجاز لوحات (بورتريه) لشخصيات شهيرة، منها بابا الفاتيكان، وملك بلجيكا، والخديوي عباس حلمي الثاني.
ووالده جورج داود قرم كان رسَّامًا أيضًا، وعازفًا ماهرًا على البيانو. وهو من مؤسِّسي المتحف الوطني، والكونسرفاتوار اللبناني الذي لا يزال يمنح جائزة باسمه إلى اليوم لأفضل عازف بيانو. ووالدته ماري بخيت، تنتمي إلى أسرة لبنانية سورية الأصل، كانت قد استقرَّت في مصر منذ عقود. وعمَّه شارل قرم صاحب «المجلة الفينيقية» وديوان «الجبل الملهِم».
أحبَّ قرم الموسيقا من صغره، ورغب في دراستها، لكنَّ والده منعه من تحقيق حلمه، ثم وافق على مضَض شرط أن يدرسَها سنة واحدة يقيم فيها عند عمَّته في مارسيليا. لكنَّ جورج بعد نجاحه في امتحان القَبول، انتقل إلى كونسرفاتوار باريس، فغضب الأب وقطع عنه المصروف. وعاند الابن مدَّة، واشتغل في مِهَن شتَّى ليوفر مصروفه، لكنه استسلم في النهاية.

## دراسته وتحصيله
درس المرحلة الثانوية في مدرسة العائلة المقدسة للآباء اليسوعيين بالقاهرة من 1948 إلى 1957. أرسله أبوه إلى سويسرا ليدرس الهندسة، ولكن الابن غيَّر وِجهتَه سرًّا وذهب إلى باريس ليدرسَ القانون والعلوم السياسية والاقتصادية. فدرس في جامعة باريس، وتخرَّج في معهد العلوم السياسية فرع الاقتصاد، بتخصُّص «المالية العامة والقطاع العام» عام 1961. وحصل على إجازة في الاقتصاد السياسي عام 1961، وفي القانون المدني والتجاري عام 1962، ثم على دبلوم الدراسات العليا في القانون الدستوري عام 1966.
ثم نال شهادة دكتوراه دولة في القانون الدستوري بتفوُّق، مع تهنئة اللجنة الفاحصة والتوصية بنشر الأطروحة عام 1969، وموضوعها «تعدُّد الأديان وأنظمة الحُكم». نُشرت في باريس وبيروت وسراييفو باللغات الفرنسية والعربية والصربوكرواتية.

## وظائفه ومناصبه

### في التعليم
عمل أستاذًا محاضرًا في الجامعة اليسوعية ببيروت من 1973 إلى 1982، درَّس القانون الدستوري، والفكر السياسي العربي المعاصر، والظاهرة القومية في العالم الثالث. وفي الجامعة اللبنانية ببيروت من 1977 إلى 1985، وكان مشرفًا على دبلوم الدراسات العليا في سوسيولوجيا التنمية، مع تدريس هذه المادَّة.
وعمل أيضًا في الجامعة الأمريكية ببيروت من 1981 إلى 1982، درَّس فيها التاريخ الاقتصادي، والأسواق المالية. ودُعي إلى عدد من الجامعات والمعاهد الأوربية والأمريكية والعربية لإلقاء محاضرات عن الشرق الأوسط والعالم العربي، أو المشاركة في ندَوات فكرية وتخصصية (أكاديمية). وكان عضوًا في لجان منح شهادات دكتوراه في جامعات فرنسية مختلفة.
وبعد تركه الوِزارة عاد للتدريس في الجامعة اليسوعية عام 2001، في معهد العلوم السياسية لطلاب مرحلة (الماجستير)، درَّس فيها إدارة الدولة المالية، والتعاون الاقتصادي الدَّولي والنزاعات في منطقة الشرق الأوسط، والفكر السياسي العربي.

### في الاقتصاد
- خبير اقتصادي في وِزارة التصميم العام ببيروت، 1963- 1964.
- خبير في شؤون النقد والتسليف في وِزارة المالية ببيروت، 1964- 1968.
- ممثل عام مساعد لمصرف الكريدي ليونّيه في الشرق الأوسط ببيروت، 1968- 1969.
- مساعد مدير اتحاد المصارف العربية الفرنسية (اليوباف) بباريس، 1970- 1973.
- ممثل عام في الشرق الأوسط للبنك الوطني الجزائري ببيروت، 1973- 1979.
- مستشار وزير المالية الجزائري، 1976- 1978.
- مستشار حاكم مصرف لبنان ببيروت، 1980- 1985.
- خبير اقتصادي ومالي مستقل في باريس، 1986- 1998. عمل مع الاتحاد الأوروبي، والبنك الدَّولي، ومؤسسات الأمم المتحدة، ومؤسسات عربية ودَولية كبرى. وقدَّم المَشورة في مواضيع برامج التعديل البنوي، وإعادة التأهيل المالي والمصرفي في عدَّة دول، منها: الجزائر، وتونس، والمغرب، واليمن، وإيران، وسوريا، وعُمان، وتنزانيا.
- عاد إلى العمل الاستشاري في بيروت، ابتداء من عام 2001 مع منظمات مختلفة تابعة للأمم المتحدة، ومؤسسات من القطاع العام والخاص.

### وزارة المالية
عُيِّن وزيرًا للمالية في حكومة الرئيس سليم الحص من 1998 إلى 2000، واعتمد برنامجًا للإصلاح المالي، ودفع متأخِّرات الدولة للقطاع الخاص، ونجح في تخفيض مستوى الفوائد وإعادة التوازن إلى ميزان المدفوعات، ووضع قانون الضريبة على القيمة المضافة وتهيئة الدوائر الضريبية في تطبيقها.

## فكره السياسي
تحوَّل جورج قرم من ابن عائلة أرستقراطية إلى مثقف عَلماني ونقدي. وهذا التحوُّل لم يحدث بين ليلة وضُحاها، بل بعد محطَّات ومنعطفات أثَّرت في صوغ أفكاره ومعتقداته. فقد ولد صاحب «النزاعات والهُويَّات في الشرق الأوسط» في الإسكندرية، وتعلَّم في مدارس الآباء اليسوعيين. كان في الثانية عشرة حين اندلعت ثورة يوليو، وتأثَّر بخطاب جمال عبد الناصر في تأميم قناة السويس، والعدوان الثلاثي على مصر. وكانت صدمة كبيرة له أن يرى طائرات فرنسا، بلد الحرية والأنوار بحسب ما تعلَّمه في المدرسة، تقصف أحياء القاهرة. تضعضعت صورة فرنسا في ذهنه، بل كلُّ ما تعلَّمه عنها انهار في لحظة واحدة. ودفعته التجرِبة الناصرية إلى الانكباب على التراث العربي، فأُعجب بأحمد أمين، وطه حسين، وعلي عبد الرازق، وأحمد فارس الشدياق. وصار التلميذ المهيَّأ لمصير فرانكفوني ابنًا للنهضة العربية في مصادرها التنويرية.
اعترف قرم أن معايشته للتجرِبة الناصرية هي مُلهِمته لوضع كتابه الشهير «انفجار المشرق العربي». وقد فتح له امتزاجُ التنوير النهضوي العربي مع التحصيل الفرنسي، آفاقاً فكرية واسعة ومتنوِّعة. وكان لشخصين أثرٌ مباشر في انفتاحه على العروبة، هما الأب يواكيم مبارك الذي صار صديقًا له، وعبد المالك تمام، رئيس البنك الوطني الجزائري في الستينيات، حين كان قرم مديراً لمكتبهم في بيروت. وقد كان محظوظًا لأنه درس في باريس أواخر الخمسينيات، وكانت الجامعة حينئذ موحَّدة يتعايش فيها اليمين واليسار، حيث اكتشف أهمية الماركسية من محاضرات أستاذ معروف بانتمائه القوي إلى اليمين. وعلى الرغم من يسارية جورج قرم، لم ينتسب إلى أيِّ حزب في تلك الحِقبة، وعدَّ نفسَه عروبيًّا بالمعنى الحضاري للكلمة، وكان يرى أن الأحزاب العقائدية تعمل وَفقَ شعارات تسطيحية للواقع.
عمله خبيرًا ماليًّا ووزيرًا وأستاذًا جامعيًّا، لم يشغله عن الانخراط في قضايا الفكر والكتابة فيها وفي قضايا السياسة والثقافة الراهنة. وكان معارضًا لإعمار وسط بيروت بالطريقة التي اتبعتها شركة «سوليدير». وكان ضمن كوكبة من الأسماء النزيهة التي أعدَّت دراسةً شهيرة بعنوان «إعمار بيروت والفرصة الضائعة» عام 1992.
ما تناوله قرم في أطروحة الدكتوراه عن الأديان عاد ليتصدَّر الواجهة بعد أحداث 11 سبتمبر 2001. ولم يتأخَّر عن الانضمام إلى مُعارضي مقولة هنتنغتون عن صراع الحضارات، وأصدر كتابه «شرق وغرب: الشرخ الأسطوري». ثم تناول الموضوع من زاوية أُخرى في كتابه الأخير «المسألة الدينية في القرن الحادي والعشرين».

## مؤلفاته وآثاره

### كتبه
1. السياسة الاقتصادية والتصميم في لبنان (باللغة الفرنسية) – بيروت – 1965.
2. تعدُّد الأديان وأنظمة الحكم، دار النهار – بيروت – 1977 وهي أطروحة الدكتوراه التي صدرت عام 1971 في باريس باللغة الفرنسية وعام 1973 في سرايفوا باللغة السربوكرواتية، تحت إشراف المركز الوطني للأبحاث العلمية اليوغسلافية.
3. الاقتصاد العربي أمام التحدِّي، دار الطليعة – بيروت 1977.
4. التبعية الاقتصادية، مأزق الاستدانة في العالم الثالث في المنظور التاريخي، دار الطليعة – بيروت – 1980. صدر أيضاً باللغة الفرنسية واللغة الإنكليزية.
5. التنمية المفقودة، دراسات في الأزمة الحضارية والتنموية العربية، دار الطليعة – بيروت- 1981.
6. انفجار المشرق العربي، من تأميم قناة السويس إلى اجتياح لبنان، دار الطليعة – بيروت - 1987. صدر أيضا باللغة الفرنسية والإنكليزية بطبعات متتالية.
7. أوربا والمشرق العربي، من البلقنة إلى اللبننة: تاريخ حداثة غير منجزة، دار الطليعة – بيروت – 1990. صدر أيضاً باللغة الفرنسية والألمانية.
8. مستقبل لبنان في المحيط الإقليمي والدولي، كتاب جماعي تحت إشراف المؤلف والأستاذ بول بالطة، باللغة الفرنسية، 1990، بيروت.
9. إعمار بيروت: الفرصة الضائعة، دراسة جماعية نشرت في بيروت عام 1992 على نفقة المساهمين.
10. التحوُّل، رواية عن الحرب اللبنانية باللغة الفرنسية، باريس 1992.
11. النزاعات والهُوِيَّات في الشرق الأوسط، 1919 – 1991، صدر باللغة الفرنسية في باريس عام 1992 بدعم من المركز الوطني الفرنسي للآداب.
12. العَلاقات الاقتصادية والمالية الأوربية العربية، 1960– 1987، مركز الدراسات الإستراتيجية – بيروت – 1994.
13. الفوضى الاقتصادية الدولية الجديدة، دار الطليعة – بيروت – 1994. وقد نشر أيضًا بكل من اللغات الفرنسية والإيطالية والبرتغالية والرومانية والعربية (دار الطليعة، بيروت).
14. المصلحة العامة والإعمار في الاقتصاد السياسي لما بعد الحرب، دار الجديد – بيروت – 1996.
15. مدخل إلى لبنان واللبنانيين، يليه اقتراحات في الإصلاح، دار الجديد – بيروت – 1996.
16. التنمية البشرية المستدامة والاقتصاد الكلي، حالة العالم العربي، سلسلة دراسات التنمية البشرية رقم 6، اللجنة الاقتصادية والاجتماعية لغرب آسيا وبرنامج الأمم المتحدة الإنمائي، نيويورك، 1997.
17. انفجار المشرق العربي، 1996 – 1990(المجلد الثاني)، صدر باللغة الفرنسية، وقد تم دمج المجلد الأول والثاني في كتاب واحد مع زيادة أبواب إضافية متعلقة بنقد المناهج التاريخية في الكتابة حول الشرق الأوسط، صدر عام 1999. وقد نال هذا الكتاب جائزة الصداقة العربية الفرنسية لعام 2000، وقد ترجم إلى اللغة البولونية والإيطالية والبلغارية وكذلك إلى اللغة العربية بعنوان: انفجار المشرق العربي من تأميم قناة السويس إلى غزو العراق 1956-2007، (دار الفارابي، بيروت، عام 2008).
18. الفرصة الضائعة في الإصلاح المالي في لبنان، الشركة اللبنانية للتوزيع والنشر، بيروت عام 2001.
19. المتوسط: حيز نزاع وحيز أحلام (مجموعة دراسات) صدر في باريس عام 2001.
20. شرق وغرب: الشرخ الأسطوري، صدر في باريس عام 2002 وترجم إلى اللغة الإيطالية والإسبانية والتركية والكتلانية والبرتغالية والألمانية والعربية (دار الساقي، بيروت).
21. لبنان المعاصر: تاريخ ومجتمع، صدر باللغة الفرنسية وباللغة العربية (المكتبة الشرقية، بيروت).
22. يواكيم مبارك، رجل مميَّز، نصوص مختارة جمعها وقدَّم لها، صدر باللغة الفرنسية (المكتبة الشرقية، بيروت).
23. المسألة الدينية في القرن الحادي والعشرين، صدر باللغة الفرنسية عام 2006 ونال عنه جائزة «فينيكس» Prix Phoenix، وترجم إلى اللغة التركية، الإسبانية، البولونية والعربية لدى دار الفارابي.
24. تاريخ الشرق الأوسط من الأزمنة القديمة إلى اليوم، صدر باللغة الفرنسية في باريس عام 2007، وقد تم نشره أيضًا باللغة الإيطالية، التركية والإسبانية والعربية عن شركة المطبوعات للتوزيع والنشر، (ترجمة: انطوان باسيل - جورج قرم - وفيق زيتون)، 2009.
25. أوربا وأسطورة الغرب، صدر في باريس عام 2009 باللغة الفرنسية، وهو في قيد الترجمة والنشر باللغة الإسبانية، التركية، الإيطالية وكذلك إلى اللغة العربية لدى دار الفارابي.
26. الفكر والسياسة في العالم العربي - السياقات السياسية والإشكاليات من القرن التاسع عشر حتى القرن الواحد والعشرين، (ترجمة رلى ذبيان) دار الفارابي، 2018.
27. المسألة الشرقية الجديدة، (ترجمة: إلياس زحلاوي) دار الفارابي، 2021.

### مقالاته
صدر له العديد من الدراسات والمقالات في دوريات متخصِّصة عربية ودولية عن الشؤون الاقتصادية والاجتماعية والسياسية العربية، باللغات العربية والإنجليزية والفرنسية.

## نشاطاته وعضوياته
- عضو مؤسس لندوة الدراسات الإنمائية ببيروت.
- عضو في منتدى الفكر العربي بعمَّان.
- عضو في الجمعية العربية للبحوث الاقتصادية بالقاهرة.
- عضو مؤسس وعضو في اللجنة الاستشارية لمنتدى البحوث الاقتصادية للدول العربية، تركيا وإيران ERF بالقاهرة.
- عضو المجلس العلمي لمركز الدراسات والأبحاث حول الشرق الأوسط المعاصر CERMOC (باريس، بيروت، عمَّان).
- عضو سابق في اللجنة العلمية الاستشارية للمعهد الجامعي للدراسات التنموية، جامعة جنيف.
- عضو مؤسس لحركة المواطن اللبناني، بيروت- باريس.
- عضو سابق في اللجنة التنفيذية لبرنامج دراسة تطوُّر المجتمعات المدنية في العالم الثالث المموَّل من قِبَل Ford Foundation.
- عضو مؤسس في جمعية «الحق في الحياة في لبنان» بباريس.
- عضو سابق في مجلس إدارة «المنظمة العربية لمكافحة الفساد» ببيروت.

## جوائزه وتكريمه
- نال وسام الأرز اللبناني برتبة كومندور، عام 2007.
- كرَّمته جمعية المعارف الإسلامية الثقافية، بمناسبة انعقاد معرِض المعارف الثاني للكتاب العربي والدَّولي في بيروت، عام 2007.
- نال جائزة ليبربرس (Liber Press) الإسبانية، التي تُمنَح للشخصيات المنادية بالقضايا الإنسانية ومن أجل حرية الكلمة، في 6 نوفمبر (تشرين الثاني) 2008.
- كرَّمته الجامعة الأنطونية عام 2008 التي أصدرت كتابًا جماعيًّا عن أعماله الفكرية بعنوان: «جورج قرم علَم الأصالة المنفتحة»، منشورات الجامعة الأنطونية لبنان، 2009.

## حياته الشخصية
تزوَّج هالة زمريا عام 1976، وهي ابنة ليون زمريا، الشخصية السياسية الحلبية المشهورة، الذي تبوَّأ مناصب وزارية متتالية، ولا سيَّما وِزارة العدل والمالية، قبل عهد البعث في سوريا، وقد توفي في لبنان لاجئًا سياسيًّا. له ثلاثة أولاد: ثريا، وعليا، ومنير.

## وفاته
توفي جورج قرم في بيروت، يوم الأربعاء 10 صفر 1446هـ الموافق 14 أغسطس (آب) 2024م، عن عمر ناهز أربعة وثمانين عامًا.